# Платоновка (Тамбовская область)
Плато́новка — село в Рассказовском районе Тамбовской области России. Пригород города Рассказово. Административный центр Платоновского сельсовета. В 1935—1959 годах административный центр Платоновского района.

## География
Село находится в центральной части региона, в лесостепной зоне, в пределах Тамбовской равнины, на берегах реки Арженка.

### Климат
Климат характеризуется как умеренно континентальный, с относительно жарким летом и холодной продолжительной зимой. Среднегодовая температура воздуха — 5,4 °С. Средняя температура воздуха самого тёплого месяца (июля) — 19,9 °C (абсолютный максимум — 38,4 °С); самого холодного (января) — −10 °C (абсолютный минимум — −36,9 °С). Безморозный период длится 145—155 дней. Длительность вегетационного периода составляет 180—185 дней Среднегодовое количество атмосферных осадков составляет 525 мм, из которых 342 мм выпадает в период с апреля по октябрь. Снежный покров образуется в последней декаде ноября — начале декабря и держится в течение 125—130 дней.

## История
Впервые упоминается в документах первой ревизской сказки 3 (14) мая 1719 г. как деревня Знаменская, стольника Федора Алексеевича Татищева, вследствие чего до XIX носила двойное название: сельцо Знаменское, Татищево тож, так как в нем находилась помещичья усадьба владельцев. В 1757 г. Семен Иванович Татищев (внук Ф. А. Татищева) продал сельцо коллежскому асессору Василию Ивановичу Иванову. Помимо владельческих крестьян в даче сельца Знаменского (имевшей № 137 по плану генерального межевания) во второй четверти XIX века земельными наделами владело несколько семей удельных крестьян, в том числе и под фамилией Платоновы. Хутора, на которых они проживали, носили имена владельцев и к середине XIX в них насчитывалось по нескольку дворов, а сами они стали фактически мини-деревнями или «порядками». При переписях и межевании их так и именовали — деревнями, хотя они являлись частями других населенных пунктов. Самый крупный из них по количеству дворов носил название «Платоновки» и располагался в районе современной улицы Платоновской. Земля там принадлежала конкретным владельцам-собственникам, а не обществу крестьян Знаменки.
При сооружении железной дороги Тамбов-Саратов в 1868-70 гг. для нее была отчуждена часть земель знаменских крестьян и бывших однодворцев Платоновых, на землях которых открыли железнодорожную станцию, получившую название «Платоновка», так как станция «Знаменка» в Российской Империи уже имелась. С этого времени деревню стали называть Знаменкой-Платоновкой. Вследствие того, что при железнодорожном и почтово-телеграфном сообщении использовалось название станции, а не деревни в XX в. имя Платоновка для населенного пункта стало основным, а Знаменка превратилась в самую большую улицу села с одноименным названием.
В ходе 10-й ревизской сказки 1858 года деревня упоминается под имением «Платоновка, Знаменка, Татищево». Она была заселена государственными крестьянами, поселившимися на собственной земле. Их числилось: мужского пола — 54 человека, женского пола — 47, дворов — 9. В числе домохозяев числилось множество семей землевладельцев Платоновых: Платонов Фёдор, Платонов Иван, Никифоров Тимофей, Платонов Казьма, Платонов Никита, Гаврилов Семён, Никитин Лаврентий, Платонов Григорий.
На общегубернских и топографических картах с 1780-х гг. населенный пункт именуется, как Знаменское-Татищево. С 1870-х появляется станция Платоновка.

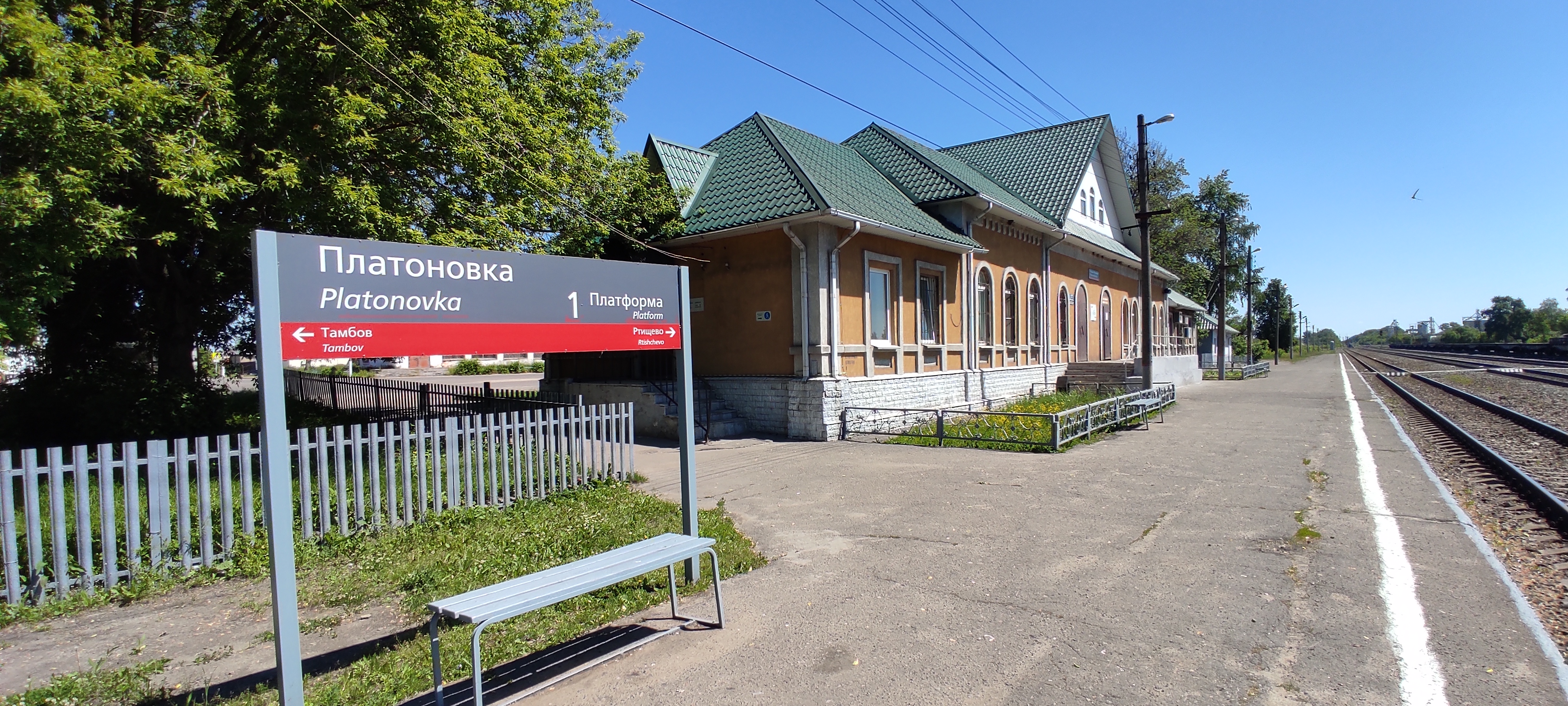
Станция Платоновка Юго-Восточной железной дороги

Железная дорога Тамбов — Саратов прошедшая через Знаменку-Платоновку значительно способствовала развитию деревни и росту населения. Первый её участок от Тамбова до Умета в 100 верст был открыт для движения поездов 9 августа 1870 г.
В 1911 году деревня Платоновка была причислена к церковному приходу Арженской Покровской церкви и находилась от неё в 4 верстах. В ней было 12 крестьянских домов.
В 1901-03 гг. Тамбовским земством построена новая дорога с твердым покрытием от с. Платоновки до с. Татарщино (через с. Саюкино). Часть ее участков была замощена. Полностью шоссе Платоновка-Саюкино-Татарщино было замощено к 1911 г.
В 1942 г. платоновцы выступили с патриотической инициативой по сбору добровольных пожертвований на постройку боевых самолётов для армии и было собрано за несколько месяцев 1 млн.600 тыс. руб. На эти деньги было построено 4 боевых машины. 9 Мая 1970 г. в селе открыт скромный обелиск в память о погибших, на котором высечены их имена.